# Криптофитовые водоросли
Криптофи́товые во́доросли, или криптомона́ды, или криптофи́ты (лат. Cryptophyta), — группа одноклеточных эукариотических фотосинтезирующих организмов, включающая около 165 видов, которой традиционно присваивают ранг типа. Почти все криптофитовые имеют монадную форму с дорсовентральным строением, несут два неравных жгутика. Покровы клетки представлены перипластом, имеются стрекательные структуры (эжектосомы). Хлоропласты окружены четырьмя мембранами и содержат редуцированное ядро — нуклеоморф. Основные фотосинтетические пигменты — хлорофиллы a, c2, а также каротиноиды и фикобилины. Митоз обычно открытый, без центриолей, размножение в основном — вегетативное (делением клеток пополам).
Криптофитовые водоросли обитают как в морских, так и в пресных водах, могут вызывать цветение воды.

## История изучения

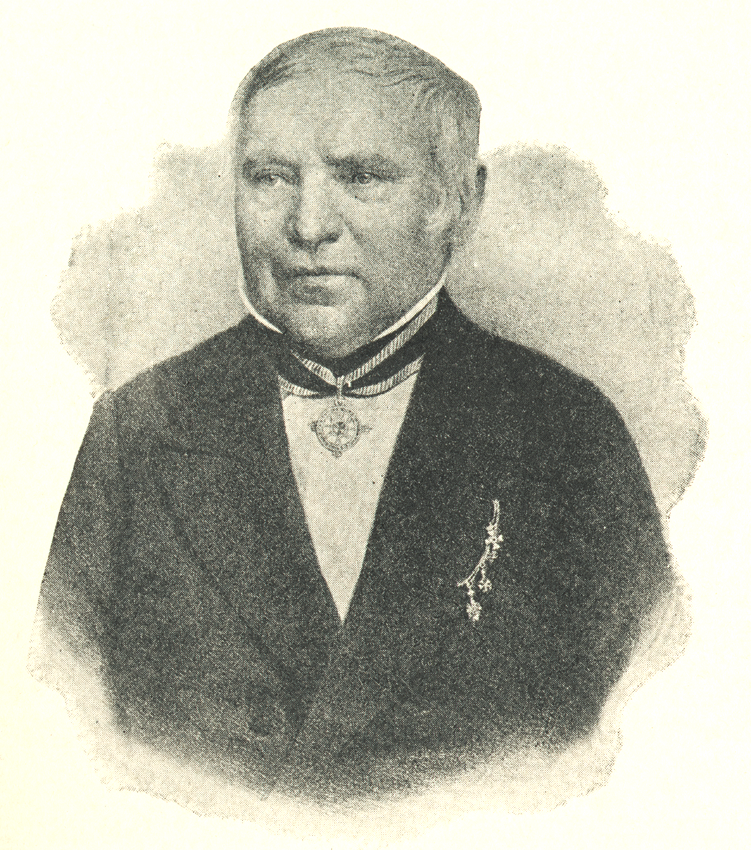
Христиан Готфрид Эренберг

Начало научному изучению криптофитов положил немецкий естествоиспытатель Христиан Готфрид Эренберг, который в 1831 году в своей статье впервые ввёл имена родов Cryptomonas и Chilomonas, не сопроводив их какими-либо словесными описаниями или рисунками. Упомянул эти два рода он и в другой статье (написанной в том же году, но опубликованной в 1832 году), однако диагнозы обоих родов, обстоятельные описания и информативные рисунки появились только в основном труде Эренберга «Инфузории как совершенные организмы» (1838).
В начале и середине XX века значительный вклад в изучение криптофитов внесли альгологи Адольф Пашер, Генрих Скуя и Роджер Бутчер, а в 1980—1990-е серьёзные уточнения в систематике этой группы водорослей сделали Уве Санторе, Д. Хилл и Р. Уэзерби, Дж. Новарино и И. Лукас. В конце XX — начале XXI века особенное развитие получили исследования ультраструктуры криптофитов средствами электронной микроскопии, экология и молекулярная генетика криптофитов.

## Биология клетки

Внутреннее строение криптофитовой водоросли

Большинство криптофитовых — одноклеточные подвижные организмы монадной формы с дорсовентральным строением и жгутиками. Своё название группа получила за очень маленькие размеры (от 3 до 50 мкм), которые делают их малозаметными (др.-греч. κρυπτός — скрытый и др.-греч. μόνος — одинокий). У некоторых представителей в жизненном цикле имеется пальмеллоидная стадия (например, у Cryptomonas и Chroomonas). Лишь один вид — Bjornbergiella hawaiiensis — формирует простые нитчатые талломы. Среди криптофит известны неподвижные в вегетативном состоянии колониальные и одноклеточные коккоидные организмы (однако существование таких форм оспаривается).
Клетка типичной криптофитовой водоросли уплощённая, с выпуклой спинной и вогнутой брюшной сторонами. Форма клеток разнообразна: яйцевидная, эллипсоидная, грушевидная, бобовидная, веретеновидная. Передний конец клетки скошен, от него отходит продольная борозда, не доходящая до заднего конца. Наличие борозды и её длина используются в качестве признаков для определения родов.
У некоторых представителей на переднем конце тела имеется мешковидная глотка, или вестибулум, или крипта. У разных форм глотка имеет различную длину, она может проходить вдоль или поперёк тела. Иногда она разветвляется; у некоторых видов криптофит глотка укреплена цитоскелетными образованиями — электронно-плотными пластинами. Функциональное значение глотки до сих пор неясно; во всяком случае, у большинства фототрофных форм никогда не наблюдался захват ею каких-либо частиц.

### Клеточные покровы

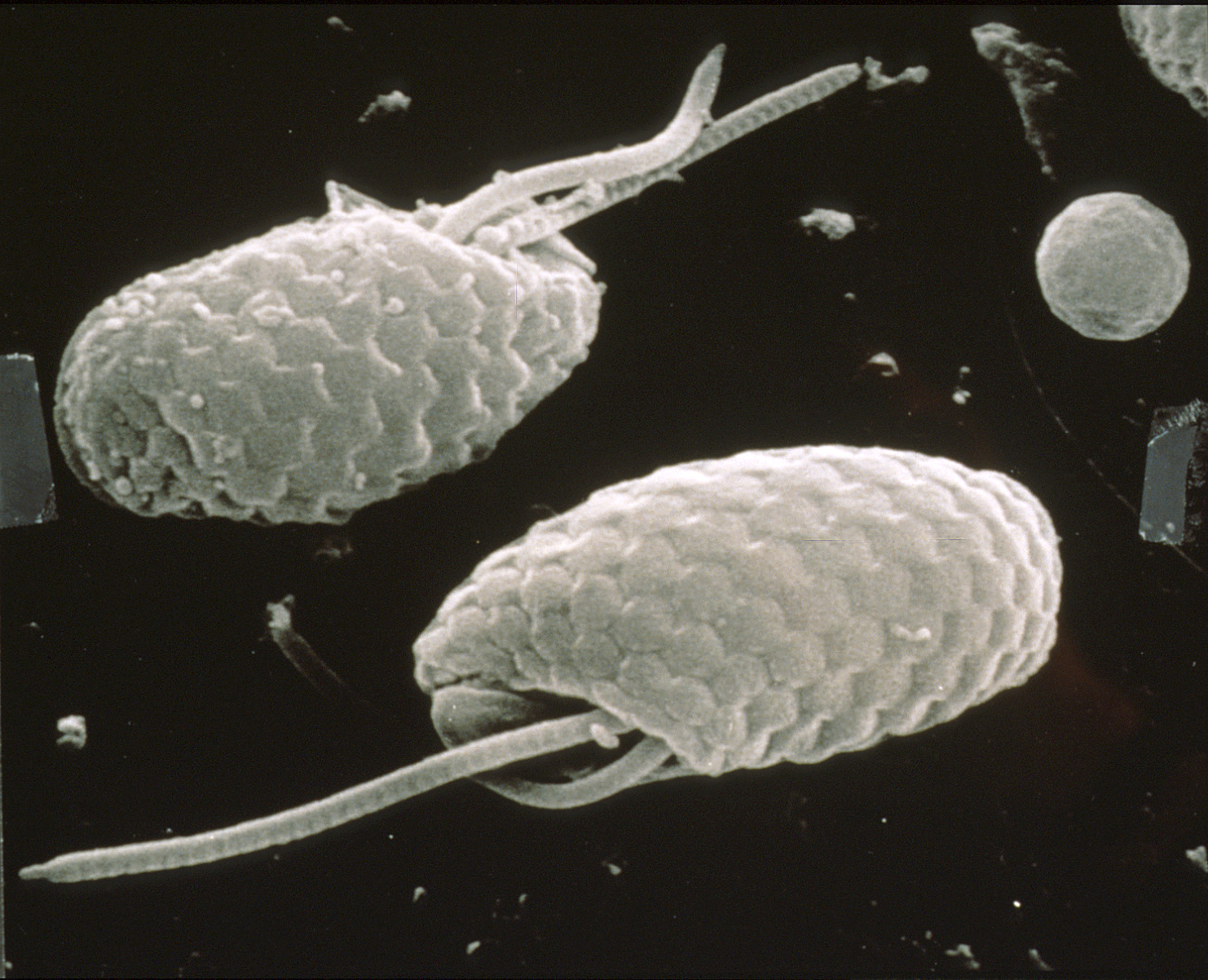
Клетки криптофит (сканирующая электронная микроскопия). Видны два жгутика, пластинки перипласта

Покровы клеток криптофит представлены перипластом, который состоит из плазмалеммы и двух дополнительных слоёв белкового материала, расположенных над и под плазмалеммой. Внутриклеточная часть перипласта может иметь форму сплошного чехла, как у Chilomonas, или состоять из отдельных пластинок: шестиугольных, как у Cryptomonas, или прямоугольных, как у Chroomonas. Прикрепление белковых пластинок к плазмалемме осуществляется за счёт округлых или многоугольных внутримембранных частиц. Наружная часть перипласта может состоять из пластинок, чешуек, слизи или их комбинации. В области глотки перипласта нет, однако закладка новых пластинок перипласта начинается в области рядом с глоткой. Перипласт обеспечивает постоянство формы клетки и предопределяет вид её поверхности: ровный или структурированный (так, у Chroomonas поверхность клетки состоит из прямоугольников, у Rhinomonas — из шестигранников). Клетка может секретировать наружу сульфатированные полисахариды, богатые фукозой.

### Жгутики
На переднем конце клетки у монадных форм криптофит имеются два неравных жгутика, по длине сопоставимые с самой клеткой. Оба жгутика отходят от возвышения на краю глотки. Различия в длине между жгутиками невелики: отношения их длин колеблются от 3:5 до 9:10. Оба жгутика заканчиваются более узкой частью — акронемой, в которую заходят лишь две центральные трубочки аксонемы.
Когда клетка движется, то оба жгутика направлены вперёд или же один направлен вперёд, а второй — назад. На жгутиках имеются особые мастигонемы уникального строения, которые могут располагаться в два противолежащих ряда на длинном жгутике (длина мастигонем до 2 мкм), в один ряд на коротком жгутике или же на обоих жгутиках. Мастигонемы криптофит двухчастные и состоят из трубчатой части и тонкого терминального волоска. У некоторых представителей короткий жгутик не несёт мастигонем. У основания длинного жгутика может находиться дополнительный пучок, включающий около 45 волосков. Жгутики могут нести небольшие органические чешуйки в виде семиугольных розеток диаметром 140—170 нм. Известны формы с единственным перистым жгутиком.
Ультраструктура жгутика также имеет свои особенности. В переходной зоне жгутиков имеются две или более пластинчатые структуры (септы) ниже точки, где заканчиваются две центральные микротрубочки. Строение корешкового аппарата варьирует у представителей различных родов, но в общем случае корешковая система представлена ризостилем, который идёт в глубь клетки и состоит из 6—10 микротрубочек, соединённых сократительными фибриллами, трёх микротрубочковых корешков и фибриллярного корешка, прилегающего к одному из микротрубочковых.
Асимметричное расположение жгутиков вызывает несбалансированное вращение клетки вдоль продольной оси при плавании. Чем крупнее клетка и чем более изогнутую форму она имеет, тем более заметным становится такое «раскачивание».

### Хлоропласты

Строение хлоропласта криптофит

В клетке криптофитовой водоросли имеется один или два хлоропласта (реже больше), окрашенных в разнообразные цвета: от сине-зелёного и оливково-зелёного до жёлто-бурого, коричневого и тёмно-красного. Хлоропласты могут быть глубоко разделены на две доли или иметь Н-образную форму. Имеются бесцветные формы с деградировавшими пластидами, они ведут гетеротрофный образ жизни.
Хлоропласты криптофит содержат следующие пигменты: хлорофилл а, хлорофилл c2 и фикобилины: фикоцианин и фикоэритрин (вместе эти пигменты никогда не встречаются, хлоропласт может содержать лишь один из них). За передачу энергии света от фикобилинов к хлорофиллу а отвечает хлорофилл c2, а аллофикоцианин, выполняющий эту функцию в клетках красных и синезелёных водорослей, отсутствует. Фикобилины криптофит расположены не в фикобилисомах, а во внутритилакоидных пространствах хлоропластов, поэтому тилакоиды криптофит толще, чем у других водорослей. Выявлено несколько типов фикоцианина и фикоэритрина, отличающихся различным положением максимумов поглощения света; так, в клетках Cryptomonas содержится фикоэритрин 566, Hemiselmis — фикоэритрин 555, Pyrenomonas — фикоэритрин 545; у Komma клетки содержат фикоцианин 645, у Chroomonas — фикоцианин 630 (числа характеризуют длину волны в нанометрах, поглощение которой пигментом максимально).
У криптофит имеется несколько уникальных ксантофиллов, в частности аллоксантин, который можно использовать для их обнаружения в смеси планктонных водорослей, однако главным ксантофиллом является диатоксантин. Имеются также α- и β-каротин, крококсантин, зеаксантин и монадоксантин.
Соотношение пигментов видоспецифично. Кроме того, оно зависит от интенсивности освещения: чем меньше интенсивность освещения, тем больше фикоэритрина содержится в хлоропластах и тем толще тилакоиды.
Криптофиты характеризуются уникальным типом расположения тилакоидов в хлоропласте. Они собраны в пары или в тройки, причём соседние тилакоиды не имеют соединений. Опоясывающей ламеллы нет. ДНК хлоропласта представлена небольшими нуклеоидами, которые рассеяны в строме хлоропласта.
В хлоропласте может присутствовать пиреноид, в который могут заходить ламеллы из 1—2 тилакоидов. У видов с двудольными хлоропластами пиреноид располагается в месте соединения двух долей. В отличие от хлоропластов красных и зелёных водорослей, хлоропласты криптофит не лежат свободно в цитоплазме, а связаны с другими органеллами (пиреноидом, вакуолями).
Хлоропласт криптофитовой водоросли окружён 4 мембранами, наружная несёт на своей поверхности рибосомы и продолжается в эндоплазматический ретикулум (ЭПР) и ядерную мембрану. Происхождение хлоропластов криптофит рассматривают как пример вторичного эндосимбиоза, когда бесцветный фаготрофный жгутиконосец, сходный с современной криптофитовой водорослью Goniomonas, «съел» красную водоросль. Поэтому две внутренние мембраны хлоропласта криптофит интерпретируют как мембраны хлоропласта красной водоросли, третью мембрану — как плазмалемму клетки красной водоросли, а четвёртую мембрану — как мембрану пищеварительной вакуоли клетки-хозяина. Между двумя парами мембран расположено перипластидное пространство, в котором располагаются 80S рибосомы, содержащие рРНК эукариотического типа, зёрна крахмала, а также нуклеоморф — сильно редуцированное ядро красной водоросли. Происхождение хлоропластов криптофит от красных водорослей подтверждается анализом 16S рРНК нуклеоморфа и ядер красных водорослей. Две наружные мембраны иногда называют пластидным эндоплазматическим ретикулумом.
Процесс доставки в хлоропласты белков, кодируемых ядерной ДНК, у криптофит организован гораздо более сложно, чем у растений, чьи пластиды представляют собой результат первичного, а не вторичного эндосимбиоза. У криптофит и других организмов, чьи хлоропласты появились в результате вторичного эндосимбиоза, белки, кодируемые ядром, но предназначенные для пластид, содержат на N-конце лидерную последовательность, состоящую из сигнального пептида и переходного пептида. Два этих сигнала совместно обеспечивают прохождение белком всех четырёх мембран для доставки к месту своего функционирования. Было высказано предположение, что в переносе белков в перипластидное пространство принимает участие кодируемая нуклеоморфом ЭПР-связанная система деградации. Поскольку эндосимбионт утратил свой ЭПР, то эта система могла приобрести новую функцию в транспорте белков.

### Нуклеоморф
Как уже отмечалось выше, нуклеоморф представляет собой рудиментарное ядро эукариотического фототрофного эндосимбионта, инкорпорированного предками криптофитов в ходе вторичного эндосимбиоза (кроме криптофит, нуклеоморф также имеется у водорослей группы Chlorarachniophyta; однако в последнем случае происходила инкорпорация не красной, а зелёной водоросли). У криптофит нуклеоморф обычно имеет округлую или грушевидную форму; он окружён двойной мембраной, содержащей поры, сходные с ядерными поровыми комплексами, и имеет ядрышко с типичными эукариотическими РНК. Нуклеоморф может быть ассоциирован с пиреноидом; иногда он располагается внутри самого пиреноида, иногда — в выросте хлоропласта.
Размер ДНК нуклеоморфа Rhodomonas salina составляет только 660 тыс. пар нуклеотидов в трёх хромосомах (240, 225 и 195 тыс. пар нуклеотидов). Таким образом, геном нуклеоморфа — мельчайший из описанных ядерных геномов эукариот. Интересно, что нуклеоморфы Chlorarachniophyta также имеют 3 хромосомы. У различных видов криптофит ДНК нуклеоморфа содержит от 450 до 850 тыс. пар нуклеотидов. Нуклеоморф имеет 531 ген, которые кодируют 30 белков, функционирующих в хлоропластах. Плотность генов в ДНК нуклеоморфов криптофит довольно высока. Гены нуклеоморфа в большинстве своём являются генами домашнего хозяйства, их продукты участвуют в таких процессах, как фолдинг и разрушение белков, транскрипция и трансляция. В 2001 году был секвенирован геном нуклеоморфа Guillardia theta, а в 2007 году — Hemiselmis andersenii.
Деление нуклеоморфа происходит в препрофазе деления главного ядра вслед за репликацией базального тела, но до деления хлоропласта. Деление амитотическое, и, хотя геном нуклеоморфа содержит гены α-, β- и γ-тубулина, микротрубочки не принимают участия в образовании веретена деления; вместо этого имеются фибриллярные структуры, появляющиеся только во время деления. Дочерние нуклеоморфы мигрируют в противоположные концы хлоропласта, поэтому каждый дочерний хлоропласт наследует один нуклеоморф. Единственная известная криптофитовая водоросль, не имеющая нуклеоморфа — Goniomonas, которая утратила пластиды. У другой бесцветной криптофитовой водоросли, Chilomonas, имеются лейкопласт и нуклеоморф.

### Стигма
У ряда видов криптофит имеется глазок (стигма). У криптофит он связан с хлоропластом, но не связан со жгутиковым аппаратом, а потому может располагаться и в центре клетки, как, например, у Chroomonas mesostigmatica. Стигма состоит из большого количества пигментных липидных глобул, расположенных параллельными рядами под оболочкой хлоропласта. Для некоторых криптофит показан положительный фототаксис. В частности, бесцветный Chilomonas наиболее чувствителен к синему свету при длине волны 366 нм.

### Ядро

Взаимное расположение ядра и нуклеоморфа в клетке криптофитовой водоросли

Ядра криптофит, как правило, невелики и не превышают в диаметре 3 мкм. Клетка имеет единственное ядро, расположенное в задней части клетки. Для ядер криптофит характерен сложный хромоцентрический тип организации. Хроматиновый ободок (скопление хроматина по краю ядра) может быть сплошным, почти сплошным или же узким и едва различимым, сильно разорванным. Остальное пространство ядра заполнено многочисленными глыбками хроматина, только у Rhinomonas pauca они единичны. У различных криптофит имеется от 40 до 210 хромосом. В 2012 году было завершено секвенирование ядерного генома криптофитовой водоросли Guillardia theta, её ядерный геном оказался гаплоидным.

### Митоз
Митоз у исследованных криптофит отличается поразительным сходством и относится к открытому центрическому типу. Процесс деления клеток начинается с удвоения базальных тел. Ядра перемещаются в переднюю часть клетки и иногда вплотную подходят к базальным телам. Базальные тела не меняют своего положения в течение всего митоза и во время метафазы располагаются по обе стороны метафазной пластинки. Они не становятся центриолями, но выполняют их функции, в частности около них формируются многочисленные микротрубочки, участвующие в образовании веретена.
В профазе митоза ядерная оболочка фрагментируется и постепенно растворяется, лишь малая часть её фрагментов сохраняется до конца митоза. Происходит формирование дополнительной перинуклеарной оболочки из хлоропластного ретикулума. Ядрышко на время митоза не исчезает.
Веретено деления криптофит также необычно. Оно состоит из параллельных неконвергирующих микротрубочек. Область полюсов веретена уплощена и ограничена цистернами ЭПР. На его концах, кроме ризостилей, которые отходят от каждой пары базальных тел и не контактируют с микротрубочками веретена, располагаются перемещающиеся туда нуклеоморфы. В метафазе вместо типичной экваториальной пластинки из морфологически дифференцированных хромосом образуется очень компактное скопление хроматина, в котором отдельные хромосомы не различимы, однако образуются особые проходы для микротрубочек веретена. Одно время считали, что истинных хромосом у криптофит нет, а компактную массу хроматина можно рассматривать как одну сборную хромосому. В настоящее время преобладают представления, согласно которым хромосомы криптофит очень мелки, а их кинетохоры морфологически слабо дифференцированы. Роль кинетохоров, по-видимому, выполняют выступы хроматина в области коридоров, которые контактируют с микротрубочками веретена. При делении клеток также происходит формирование новой глотки, которая достаётся одной из дочерних клеток.

### Эжектосомы
Клетки криптофит нередко несут особые стрекательные структуры — эжектосомы, или трихоцисты. Их строение отличается от стрекающих структур динофлагеллят, однако они, возможно, родственны R-тельцам каппа-частиц инфузорий. Крупные эжектосомы располагаются под плазмалеммой в области глотки, а более мелкие разбросаны по всей поверхности клетки. Каждая эжектосома окружена одной мембраной и содержит внутри 2 ленты, скрученные в цилиндры. Более крупный цилиндр состоит из намотанного на спирали лентовидного мембранного материала. В его верхней части находится V-образное углубление, в котором залегает второй цилиндр. По-видимому, эти два цилиндра связаны друг с другом при помощи волокон. При химическом и физическом раздражении скрученные ленты распрямляются и выстреливают, разрывая мембрану эжектосомы и перипласт. Сначала выбрасывается маленький цилиндр, он вытягивает за собой ленту большого цилиндра. Выстрелившая эжектосома с периферии клетки имеет длину 4 мкм, а крупная эжектосома, расположенная около глотки, после срабатывания имеет длину 20 мкм. Выстреливание эжектосом заставляет клетку двигаться в противоположном направлении. Кроме того, при выстреливании из эжектосом высвобождаются вещества, убивающие бактерий, которыми питаются криптофиты. Эжектосомы формируются в пузырьках аппарата Гольджи, причём количество оборотов в цилиндре увеличивается по мере созревания эжектосомы.
С наличием эжектосом связаны трудности по переводу криптофит на лабораторные среды. Их клетки чрезвычайно чувствительны к изменению окружающих условий (рН, осмотические условия, температура) и так сильно отстреливают содержимое эжектосом, что клетки быстро разрушаются.

### Другие органеллы
В цитоплазме клеток криптофит имеется одна сетчатая митохондрия с пластинчатыми кристами. Она образует две сети: периферическую (лежащую под плазмалеммой) и центральную (в центре клетки).
На переднем конце тела у пресноводных криптофит располагаются сократительные вакуоли, изливающие своё содержимое в глотку или борозду. Они служат для регуляции осмотического давления внутри клетки.
В клетках криптофит имеются два тельца Мопа. Тельце Мопа представляет собой крупную везикулярную структуру, расположенную в передней части клетки. Точные функции телец Мопа неизвестны, но, так как они содержат много мембран и фибрилл, они могут принимать участие в разрушении клеточных органелл, особенно отработанных эжектосом, и других инородных частиц в цитоплазме.

### Метаболизм
Среди криптофит имеются автотрофы, гетеротрофы (сапротрофы и фаготрофы) и миксотрофы. Большинство криптофит нуждаются в витамине B12 и тиамине, а некоторые — в биотине. В качестве источников азота криптофиты могут использовать аммоний и органические азотсодержащие соединения, однако морские формы менее способны к превращениям нитрата в нитрит по сравнению с пресноводными представителями. Органические вещества стимулируют рост криптофит. Различные бесцветные формы, а также окрашенный Cryptomonas ovata способны к фагоцитозу, а сине-зелёный Chroomonas pochmannii является миксотрофом. Для захвата и удержания бактериальных клеток используются особые вакуоли. Бактерии втягиваются в них через маленькую пору в глотке, где нет пластинок перипласта, и в вакуолях же перевариваются. Некоторые криптофиты (например, Goniomonas truncata) могут поедать вирусные частицы. При фаготрофном питании криптофиты демонстрируют хемотаксис в направлении наибольшей концентрации питательных веществ.
Основное запасное вещество у криптофит — крахмал, он откладывается между второй и третьей мембранами хлоропласта; из всех водорослей только криптофиты откладывают крахмал в этом месте. Как и у красных водорослей, он содержит больше амилопектина, чем амилозы, поэтому с йодом даёт красное окрашивание. В цитоплазме могут иметься липидные капли.

## Жизненный цикл и размножение
Криптофиты размножаются, главным образом, вегетативно — путём деления клетки надвое с помощью борозды деления, причём впячивание плазмалеммы начинается с заднего конца клетки. В большинстве случаев делящаяся клетка сохраняет подвижность. Наибольшая скорость роста для многих криптофит — одно деление в день при температуре около 20 °С.
Половой процесс описан у немногих видов, может протекать в форме изогамии. У Chroomonas acuta описана хологамия, то есть вегетативные клетки функционируют как гаметы. Слияние клеток происходит на брюшной стороне, причём задний конец одной клетки прикрепляется к середине другой. После слияния клеток формируется четырёхжгутиковая зигота, которая делится, вероятно, мейозом.
У Proteomonas sulcata описан гетероморфный гапло-диплобионтный жизненный цикл, в котором имеются как гаплоидная, так и диплоидная стадии. Стадии различаются одна от другой по размеру, структуре перипласта и строению жгутикового аппарата, однако оплодотворение и мейоз у этого вида до сих пор не описаны.
При неблагоприятных условиях (дефицит азота, избыточное освещение) внутри клеток формируются толстостенные цисты.

## Распространение и экология
Криптофиты — планктонные организмы, иногда они встречаются в иле солёных озёр и детрите в пресных водоёмах. Большая часть из них может жить в широком температурном диапазоне, однако некоторые виды Rhodomonas могут жить только при строго определённых температурах. Виды рода Cryptomonas криофильны, они способны жить и размножаться на поверхности льда и снега. Chroomonas africana не утрачивает жизнеспособности при перенесении из морской воды в пресную. Криптофиты устойчивы к загрязнению, они встречаются даже в сточных водах и навозной жиже.
По сравнению с другими водорослями, криптофиты чрезвычайно чувствительны к избыточному освещению, поэтому они часто формируют глубоководные популяции в чистых олиготрофных озёрах. В высокогорных водоёмах и северных озёрах криптофиты встречаются в воде в течение всей зимы. Поскольку лёд и снег пропускают очень мало света, они собираются в поверхностных слоях воды, чтобы получить достаточное для фотосинтеза количество света. Выживание в условиях такой низкой освещённости обеспечивается не только высокой эффективностью фотосинтетической системы, но также низкой скоростью клеточного дыхания при низких температурах и снижением поедания криптофит зоопланктоном в условиях зимы. Весной, когда снег тает и освещённость арктических и горных водоёмов повышается, криптофиты страдают от повышенной освещённости, и большая часть их биомассы уходит в более глубокие слои воды.
Криптофиты нередко совершают суточные миграции в вертикальном направлении с амплитудой менее 5 м. Cryptomonas, обитающие в небольших лесных озёрах, утром демонстрируют положительный фототаксис и перемещаются в верхний слой воды, бедный фосфором. Далее криптофиты уходят из самых верхних слоёв, избегая избыточного освещения, и перемещаются в богатый фосфором нижний слой холодной воды (гиполимнион). Этот цикл миграций также помогает криптофитам избежать поедания зоопланктоном.
Криптофиты — доминирующая группа водорослей в покрытых льдами пресноводных водоёмах Антарктики, где они могут составлять до 70 % биомассы фитопланктона. В таких водоёмах наблюдается значительное расслоение воды, поскольку факторы, способные вызывать движение воды (ветер, изменение температуры воды), отсутствуют. Криптофиты доминируют в самых нижних слоях, где в течение зимы они ведут гетеротрофный образ жизни и поглощают одну бактерию в час путём фагоцитоза. Летом криптофиты миксотрофны. Залогом выживания криптофитов в таких условиях является то, что они всё время находятся в вегетативном состоянии, а не уходят в покоящиеся формы. Находясь в вегетативной форме, популяция может быстро отреагировать на улучшение условий и приход короткого антарктического лета. Летом, когда начинается приток воды от таяния ледников, криптофиты вызывают локализованные цветения в антарктических водах. Цветение воды, вызванное криптофитовыми водорослями, было зафиксировано и в Белом море.
Очень редко криптофиты живут в океанических водах при температуре 22 °С и выше, они отсутствуют в горячих источниках и гиперсолёных водоёмах. Пресноводные криптофиты населяют искусственные и естественные водоёмы со стоячей водой, где также избегают сильно освещённых слоёв воды. Бесцветные формы распространены в водах, загрязнённых органикой, и могут служить показателями загрязнения воды органическими веществами.
Среди криптофит имеются виды, населяющие болота с низкими значениями рН, однако ряд видов не обладает избирательностью по отношению к рН: так, Chilomonas живёт при рН 4,1—8,4.
Некоторые криптомонады обитают в пищеварительном тракте домашних животных.

## Симбиотические связи

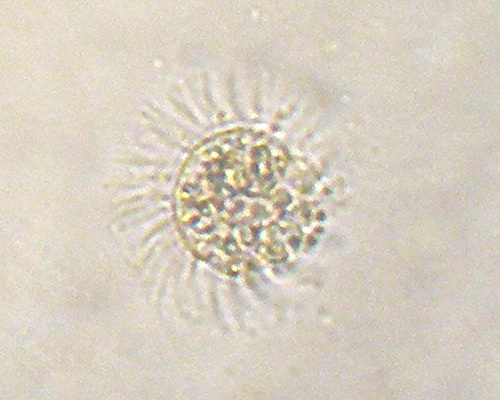
Myrionecta rubra

Криптофиты живут в качестве эндосимбионтов в клетках инфузории Myrionecta rubra. Эта инфузория может вызывать нетоксичное красное цветение воды в зоне апвеллинга. Цвет обусловлен красновато-коричневыми хлоропластами эндосимбионта. Криптофитовая водоросль, находящаяся внутри инфузории, окружена двойной мембраной (плазмалемма водоросли и пищеварительная вакуоль клетки-хозяина) и функционирует как полноценный автотроф. Ей присущи все особенности строения криптофитовых водорослей, но она лишена перипласта, жгутикового аппарата и эжектосом. Инфузория, содержащая эндосимбионтов-криптофит, целиком полагается на них в своём питании и утрачивает клеточный рот.
Некоторые криптофиты являются эндосимбионтами некоторых динофлагеллят (например, Dinophysis), причём в некоторых случаях у них может сохраняться ядро криптофитовой водоросли, а в других случаях сохраняются только пластиды.

## Значение в природе и жизни человека
Криптофиты имеют большое значение в круговороте кислорода, углерода, азота и фосфора в водоёмах, в синтезе органики из минеральных веществ. Криптофиты служат пищей для различных представителей зоопланктона, которым, в свою очередь, питаются рыбы. Ветвистоусые рачки интенсивно питаются криптофитами в эвтрофных прудах в зимнее время. Однако цветение воды в прудах, обусловленное Cyanomonas, приводило к массовой гибели сомов.
В настоящее время криптофиты находят применение в исследовательской сфере. Так, недавно открытые родопсины водоросли Guillardia theta, представляющие собой анионные каналы, могут использоваться в качестве очень эффективного оптогенетического метода для подавления нейронов.

## Классификация и филогения
На протяжении почти всего XX века классификация криптофитов разрабатывалась протозоологами и ботаниками-альгологами практически независимо. Протозоологи трактовали таксон как отряд Cryptomonadida  Calkins, 1926 в составе типа Protozoa; альгологи — либо как класс Cryptophyceae  Pascher, 1914 в составе отдела Pyrrophyta (включавшего также класс Dinophyceae, а иногда — ещё и класс Chloromonadophyceae), либо как самостоятельный отдел Cryptophyta  Silva, 1962. При этом внутреннюю классификацию криптофитовых водорослей ботаники строили на основе типа организации таллома, выделяя порядки Cryptomonadales (монадные формы) и Cryptococcales (коккоидные формы). В конце XX века эти ранние классификации полностью устарели.
Исследования в области филогении криптофитов и родственных им групп эукариот, развернувшиеся в конце XX — начале XXI века, нашли отражение в системе типа Cryptysta (тип Cryptophyta в широком понимании), которая была предложена в 2015 году Майклом Руджеро с соавторами и входит как составная часть в представленную ими макросистему живущих организмов. Здесь данный тип рассматривается в составе подцарства Hacrobia (включающего также гаптофитов, центрохелидных солнечников и несколько мелких групп с неясными родственными связями: отряды Heliomonadida, Microhelida, Picomonadida и Telonemida). Система доведена до уровня порядков и отрядов (по отношению к классу Cryptophyceae авторы системы следуют правилам ботанической номенклатуры, по отношению к другим классам криптистов — правилам зоологической номенклатуры) и выглядит следующим образом:
Тип Cryptista Cavalier-Smith, 1989 — Криптисты
- Подтип Palpitia Cavalier-Smith, 2012
  - Класс Palpitea Cavalier-Smith, 2012: отряд Palpitida
- Подтип Rollomonadia Cavalier-Smith, 2012
  - Класс Leucocryptea Cavalier-Smith, 2004: отряд Kathablepharida
  - Класс Goniomonadea[англ.] Cavalier-Smith, 2004: отряд Goniomonadida[англ.]
  - Класс Cryptophyceae Pascher, 1914 — криптофициевые[19]: порядки Cryptomonadales[англ.], Pyrenomonadales[англ.], Tetragonidiales

Внутри криптофит эволюционно наиболее древними считаются формы, близкие к роду Goniomonas. Представители этого рода лишены пластид и нуклеоморфа, и наличие у них продольной борозды в отсутствие глотки считается наиболее примитивной особенностью. Формирование глотки происходило за счёт смыкания краёв борозды, начиная с заднего конца; этот процесс завершился у Chroomonas, имеющего глотку, но лишённого борозды. В случае Chilomonas произошёл вторичный переход к гетеротрофности: у этого организма редуцирована борозда, развита глотка и имеются лейкопласты. Такая схема эволюционных взаимоотношений подтверждается анализом 18S рРНК.
Статус таксономической группы Hacrobia (а следовательно, и внешние связи криптофитов) до сих пор окончательно неясен. В одних исследованиях группа предстаёт как клада, сестринская по отношению к группе SAR (страменопилы, альвеоляты и ризарии). Но есть и работы, в которых единство группы Hacrobia отвергается; в одной из них центрохелидные солнечники, гаптофиты и телонемиды предстают как последовательные ответвления у основания группы SAR, а криптисты не связаны с ними и оказываются наиболее ранним ответвлением группы Archaeplastida.

### На русском языке
- Белякова Г. А., Дьяков Ю. Т., Тарасов К. Л. . Ботаника: в 4 т. Т. 2. — М.: Издат. центр «Академия», 2006. — 320 с. — ISBN 978-5-7695-2750-1.
- Громов Б. В., Гаврилова О. В. . Тип Cryptophyta // Протисты: Руководство по зоологии. Часть 1 / Гл. ред. А. Ф. Пугачёв. — СПб.: Наука, 2000. — 679 с. — ISBN 5-02-025864-4. — С. 193—200.
- Мухин В. А., Третьякова А. С. . Биологическое разнообразие: водоросли и грибы. — Ростов н/Д.: Феникс, 2013. — 269 с. — ISBN 978-5-222-20177-0.
- Седова Т. В. . Кариология водорослей. — СПб.: Наука, 1996. — 386 с. — ISBN 5-02-026058-4.
- Хаусман К., Хюльсман Н., Радек Р. . Протистология / Пер. с англ. С. А. Карпова. Под ред. С. А. Корсуна. — М.: Товарищество научных изданий КМК, 2010. — 495 с. — ISBN 978-5-87317-662-5.

### На английском языке
- Lee R. E. . Phycology. — New York: Cambridge University Press, 2008. — 561 p. — ISBN 978-0-521-68277-0.
- Margulis L., Chapman M. J. . Kingdoms & Domains: An Illustrated Guide to the Phyla of Life on Earth. — 4th edition. — W. H. Freeman and Company, 2009. — lxxii + 659 p. — ISBN 978-0-12-373621-5.
- Novarino G.  Cryptomonad taxonomy in the 21st century: The first 200 years // Phycological Reports. Current advances in algal taxonomy and its applications: phylogenetic, ecological and applied perspective / Ed. by K. Wołowski, I. Kaczmarska, J. M. Ehrman, A. Z. Wojtal. — Kraków: Institute of Botany, Polish Academy of Sciences, 2012. — 302 p. — P. 19—52.
- Raven P. H., Evert R. F., Eichhorn S. E.  Biology of Plants. — 7th edition. — New York: W. H. Freeman and Company Publishers, 2005. — 816 p. — ISBN 0-7167-1007-2.